# Heinz Zak
Heinz Zak (* 23. března 1958 Wörgl) je rakouský horolezec, horský vůdce, fotograf a slacklinista. Krom jiných vydal v roce 1995 knihu Rock Stars, do které vyfotil a sepsal rozhovory s nejlepšími skalními lezci světa. O českém lezci Adamu Ondrovi natočil snímek Dawn Wall z roku 2017.

## Výkony a ocenění
- horský vůdce UIAGM[2]

### Horské a skalní výstupy
- 2005: Separate Reality, 8+/9-, Yosemitské údolí, Kalifornie, druhý sólo přelez stropové spáry (1. Wolfgang Güllich 1986)[3]

### Dílo
- Heinz Zak: Rock Stars – die weltbesten Freikletterer, Mnichov 1995, 254 stran ISBN 3-7633-7040-4 (německý originál)
- Heinz Zak: Rock Stars: World's Best Free Climbers, Cordee 11/1996, 216 stran, ISBN 978-3-7633-7044-3 (anglicky)
- Heinz Zak: Rock Stars - Hvězdy volného lezení, Trango Vsetín 1996, 214 stran, překlad z němčiny: Berenika Králíková, ISBN 80-901977-9-5 (česky)
- Alexander Huber, Heinz Zak: Yosemite. Mnichov 2002, ISBN 3-7633-7511-2 (německý originál)
- Alexander Huber, Heinz Zak: Yosemite, Menasha Ridge Press, 1. vydání 10. listopadu 2003, 176 stran, ISBN 978-0897325578 (anglicky)
- Alexander Huber, Heinz Zak: Yosemity, Freytag & Berndt 2003, 176 stran, překlad Tomáš Tlustý, ISBN 80-7316-124-9

- Heinz Zak: High Life, Mnichov 1986, ISBN 3-7633-7240-7 (německy)
- Heinz Zak: Karwendel, Mnichov 1990, ISBN 3-7634-1022-8 (německy)
- Heinz Zak: Wettersteingebirge und Mieminger Kette, Mnichov 1998, ISBN 3-7633-7501-5 (německy)
- Heinz Zak, Peter Mathis, Jürgen Winkler, Bernd Ritschel: Bergfotografie, Mnichov 2001, ISBN 3-7633-7512-0 (německy)
- Heinz Zak: Stubaier Alpen, Mnichov 2003, ISBN 3-7633-7510-4 (německy)
- Heinz Zak: Slackline am Limit, Mnichov 2011, ISBN 3-8354-0797-X (německy)
- Heinz Zak: Slackline: Das Praxisbuch, Mnichov 2011, ISBN 3-8354-0798-8 (německy)
- Heinz Zak: Karwendel: Ein Bildband, Innsbruck 2014, ISBN 3-7022-3338-5 (německy)
- Heinz Zak: Stubai, Die Berge und das Tal, Tyrolia, Innsbruck 2016, ISBN 978-3-7022-3525-3 (německy)

film
- 2017: Dawn Wall

### Film
- Max Reichel: The Center of the Univers, Německo, 2004, 51 minut